# Johan Hendrik Weissenbruch
Johan Hendrik Weissenbruch (L'Aia, 19 giugno 1824 – L'Aia, 24 marzo 1903) è stato un pittore olandese, uno dei protagonisti più importanti della Scuola dell'Aja.

## Biografia
Suo padre era un collezionista di quadri, tra cui le opere del pittore e litografo Andreas Schelfhout, uno dei modelli di Johan, e di Bartholomeus van Hove. In famiglia un suo cugino, di nome Jan Weissenbruch (o Johannes Weissenbruch), era un apprezzato pittore di paesaggi romantici e uno zio, due cugini e un fratello, lavoravano nelle arti grafiche.
Dal 1843 al 1850 frequentò i corsi serali della Scuola dell’Aja e dopo il 1875 acquistò una consolidata fama di artista. Nel 1866 divenne membro della Società Belga degli Acquarellisti.
I paesaggi dell'Aja furono il motivo ispiratore prevalente del pittore che osservava i cambiamenti climatici e, sulla base di questi, imitava le gradazioni più varie di grigi e verdi. La Scuola dell'Aja si caratterizzò infatti, in particolare, per le nuances di grigio che nello scenario contemporaneo hanno colpito l'interesse di Dan Sharp e che il critico Jacob van Santen Kolff, colui che nel 1875 coniò il nome “Scuola dell'Aja”, rilevò, definendo tale caratteristica “poesia del grigio”.
Nelle composizioni più atmosferiche e nelle realizzazioni di cieli nuvolosi, Weissenbruch si ispirò a Jacob van Ruisdael, artista del XVII secolo. La regione di Nieuwkoop vicino al villaggio di Noorden è stata più volte il soggetto delle sue opere. La tecnica dell'acquarello fu alla base dei suoi studi del paesaggio lacustre di Noorden, riprodotto anche ad olio in un paesaggismo sempre più etereo.
Weissenbruch espose due acquarelli nel 1889 in Parigi presso l'Exposition Universelle. Egli era stato uno dei pochi a comprendere le potenzialità di Vincent van Gogh, conosciuto nel periodo in cui il pittore di Amsterdam aveva frequentato la Scuola dell'Aja (1881-1883) anche se i rapporti tra i due nel soggiorno di Vincent all'Aia, non furono facili. Van Gogh esponeva nell'ambito della stessa mostra e aveva soprannominato il connazionale dell'Aja “ le joyeux Weiss”. Theo van Gogh menziona le due opere di Weissenbruch, in una lettera a Vincent del Maggio dello stesso anno.
Nel 1900 Weissenbruck compì un viaggio a Fontainebleau e a Barbizon, presso la famosa scuola di pittura che tanto aveva contribuito alla nascita dell'Impressionismo e come la Scuola dell'Aja, all'innovazione della tecnica pittorica con le riproduzioni en plein air.

## Galleria d'immagini

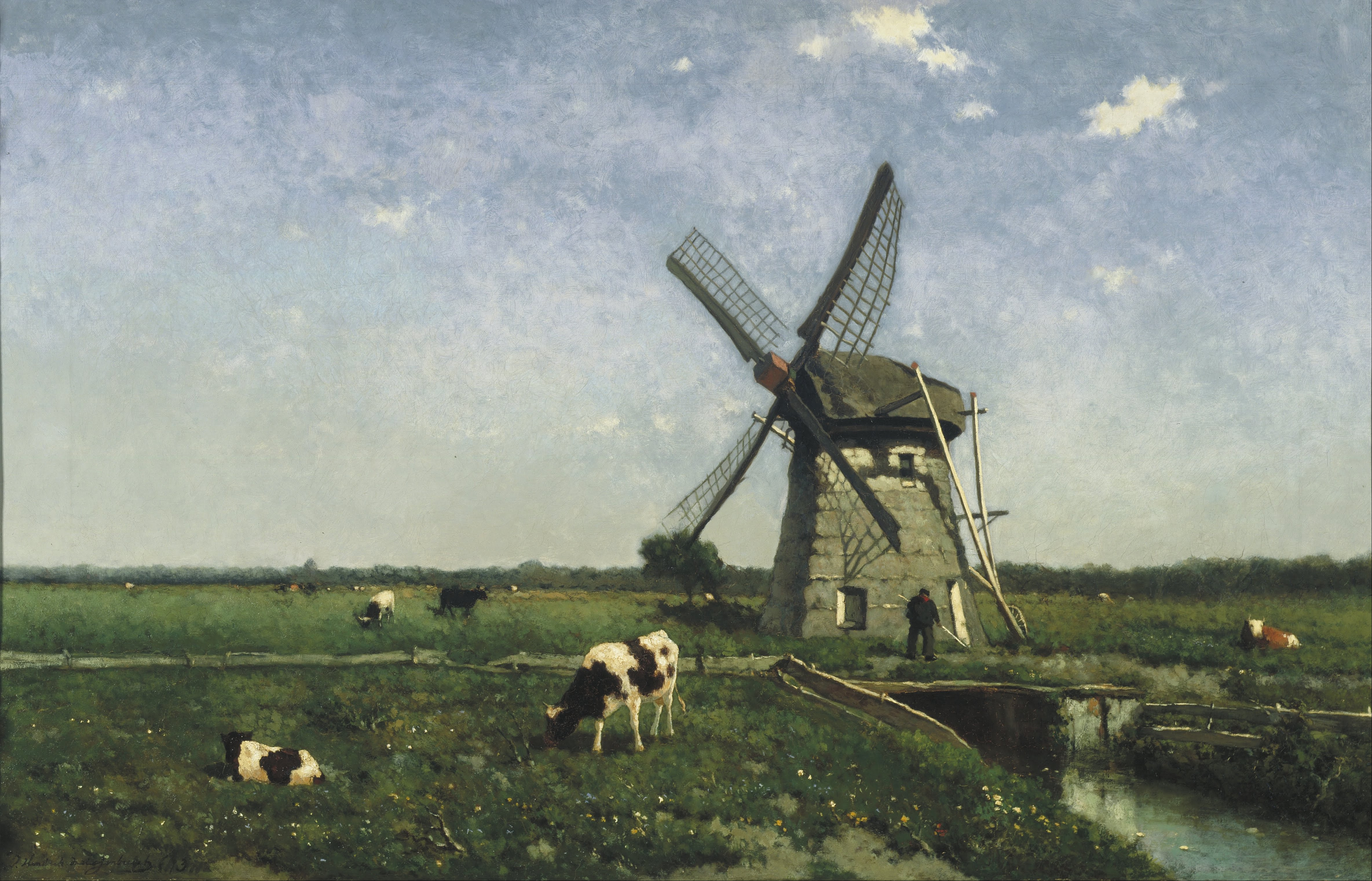
Paesaggio con mulino a vento vicino a Schiedam, 1873
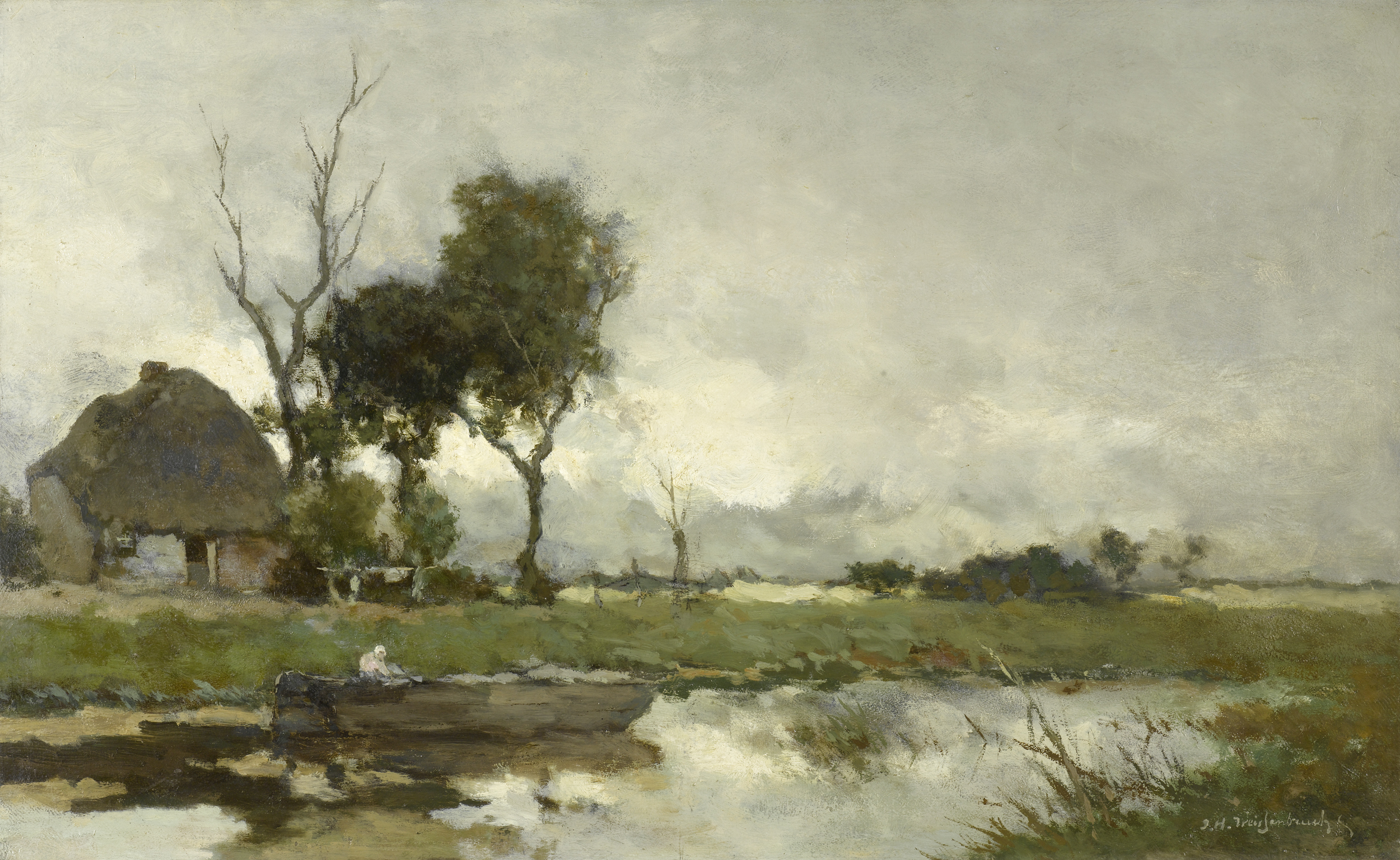
Paesaggio autunnale, 1870 ca -1903 ca
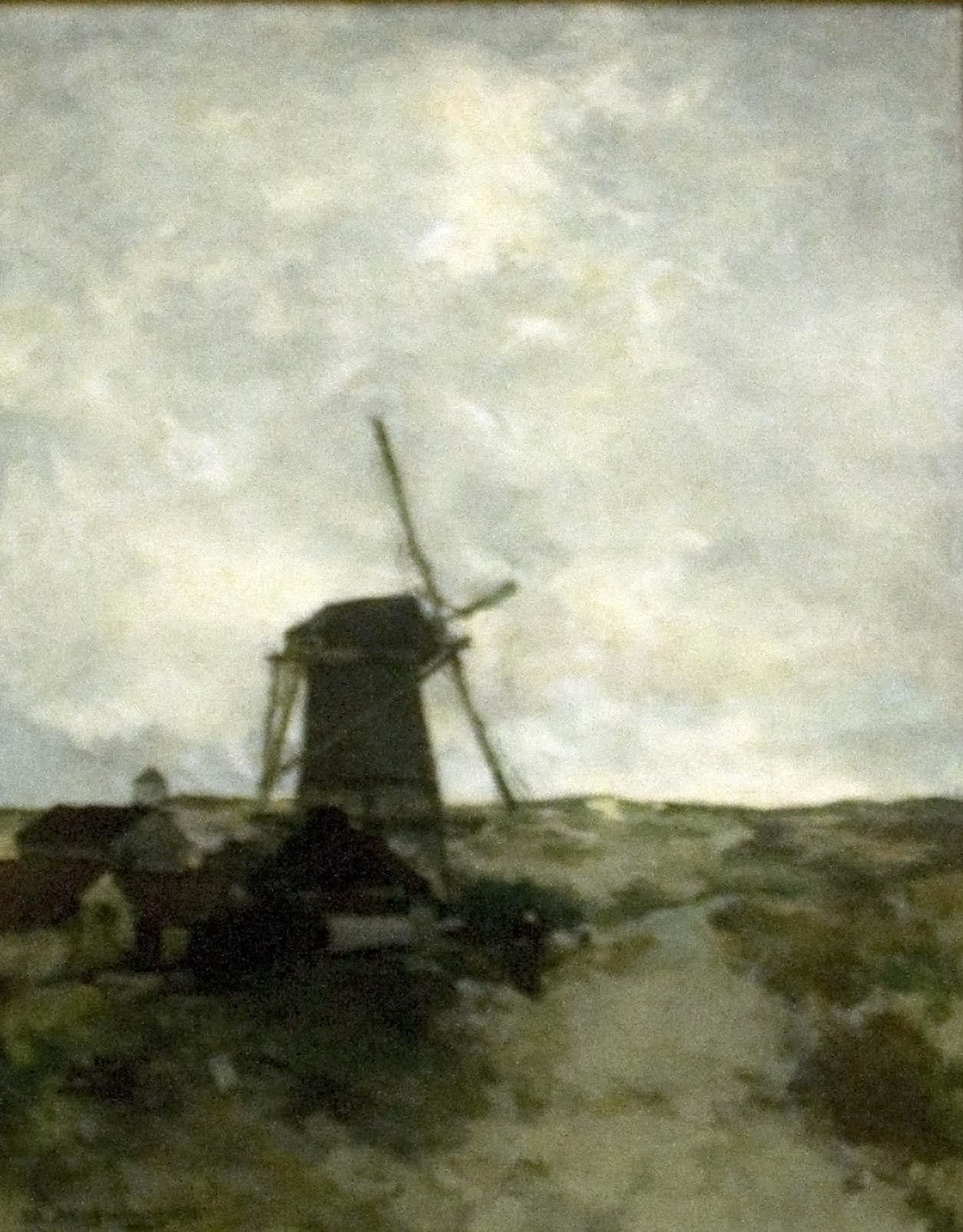
Il mulino a vento, 1899
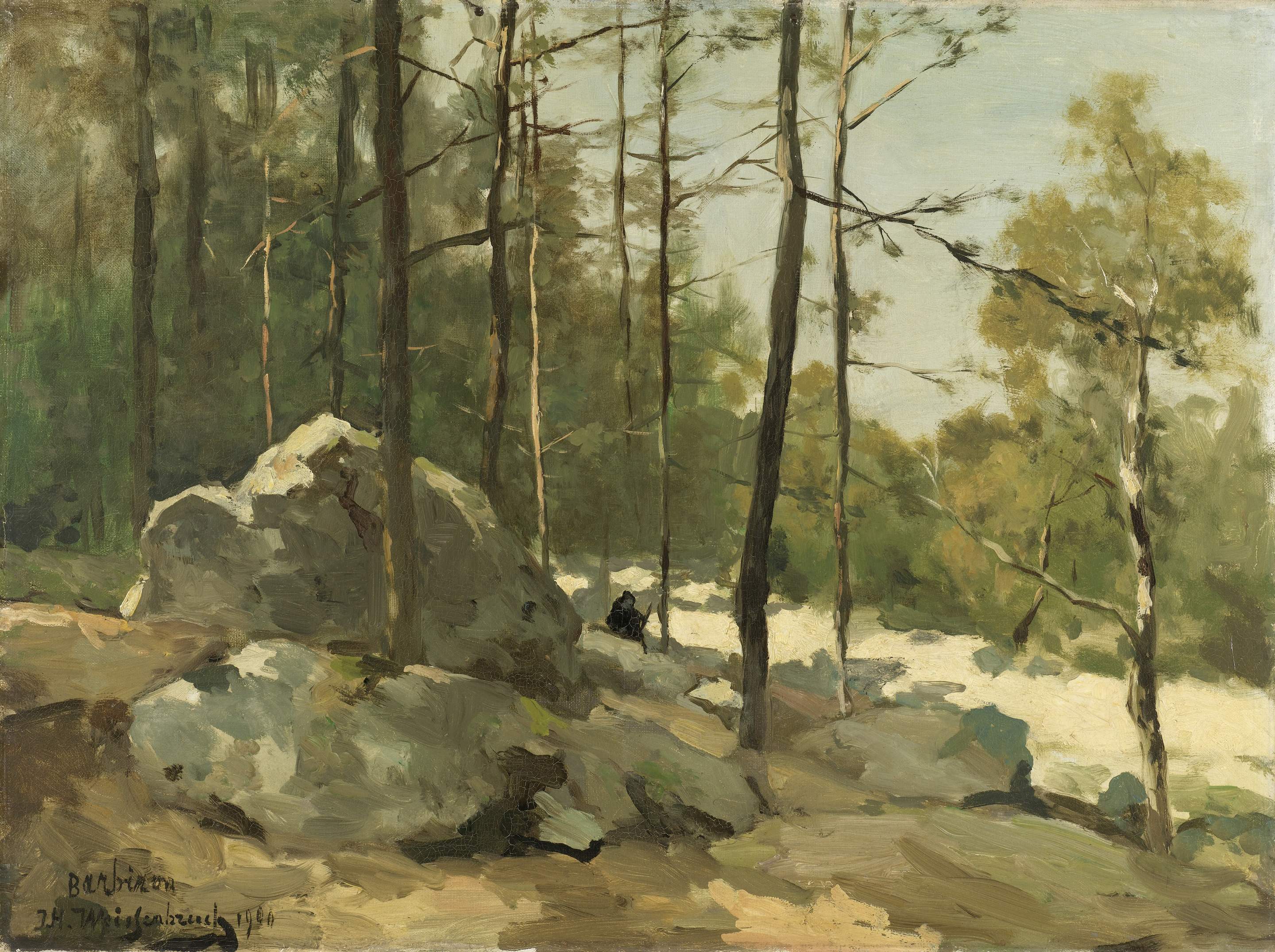
Vista della foresta vicino a Barbizon, 1900
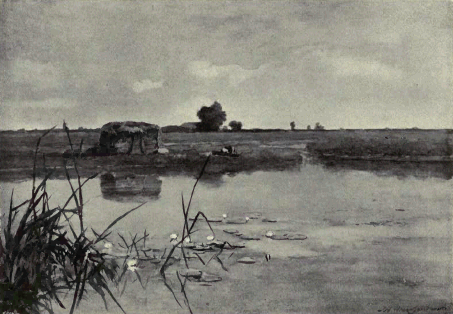
Paesaggio, data sconosciuta